# Outlane
Outlane är en by i unparished area Huddersfield, i distriktet Kirklees, i grevskapet West Yorkshire, i England. Byn är belägen 8 km från Halifax. Byn hade 1 172 invånare år 2021.